# Battaglia di Talavera
La battaglia di Talavera de la Reina fu una battaglia della guerra civile spagnola combattuta il 3 settembre 1936. I repubblicani tentarono di rompere lo sbarramento sulla strada che collegava Talavera a Madrid, ma furono sconfitti dai soldati professionisti nazionalisti, con un notevole numero di vittime tra entrambe le parti.
Nei primi giorni di settembre, dopo una spasmodica ritirata delle truppe repubblicane a seguito della sconfitta della Sierra Guadalupe, il governo stabilì un punto di raccolta sulle alture della città di Talavera.
Il generale Riquelme, piuttosto che iniziare ad affrontare i golpisti in aperta campagna, preferì ricompattare tutti i suoi 10 000 per puntare alla conquista di Talavera. Il battaglione venne complementato da diversi pezzi di artiglieria fatti arrivare via treno.
La tattica si rivelò errata: i nazionalisti iniziarono a tirare contro la collina, operazione che decimò notevolmente le forze repubblicane.
All'alba del 3 settembre, i golpisti, comandati dal generale Yagüe, dal colonnello Asensio e dal comandante Antonio Castejón Espinosa, conquistarono la stazione ferroviaria e l'aeroporto della città. Molti miliziani, presi dal panico di essere circondati e catturati dai franchisti fuggirono a piedi in aperta campagna.
A mezzogiorno, Yagüe diede l'assalto alla città, trovando scarsa resistenza. Nella battaglia vennero uccisi 500 repubblicani e 1 000 vennero fatti prigionieri. Dal punto di vista militare, la battaglia si rivelò un disastro per i miliziani della Repubblica, che persero un importante caposaldo per la difesa di Madrid.